# Gottlob Bachmann
Gottlob Bachmann   (Bornitz, 26 de març de 1763 - Zeitz, 10 d'abril de 1840) fou un compositor i organista alemany.
Estudià contrapunt a Leipzig; primer imità l'estil de Häydn i Mozart en diverses simfonies, després el de Naumann, del que en va ser deixeble, i a Weigl i per acabar als mestres italians com Cimarosa, Martini i Salieri.
Les seves composicions no resten mancades de mèrit, però els manca originalitat: entre elles hi figuren les òperes: 
- Faedon & Náyade;
- Don Silvio de Rosalba (Brunswick, 1797);
- Orfeo y Euridice (Brunswick, 1898).

Diverses col·leccions de Balades i melodies, amb lletra presa de cançons populars o de les poesies de Bürger, com Hero y Leandro i Leonora de Matthison, de Goethe i de Schiller, com Els laments de ceres i La cançó, a més de simfonies, ballables, quartets, trios... Va escriure un Tractat d'harmonia i un Curs complet de música (1833).